# Kalpi
Kalpi es una ciudad y municipio situado en el distrito de Jalaun en el estado de Uttar Pradesh (India). Su población es de 51670 habitantes (2011). Se encuentra a orillas del río Yamuna, a 78 km de Kanpur.

## Demografía
Según el censo de 2011 la población de Kalpi era de 51670 habitantes, de los cuales 27414 eran hombres y 24256 eran mujeres. Kalpi tiene una tasa media de alfabetización del 71,86%, superior a la media estatal del 67,68%: la alfabetización masculina es del 78,19%, y la alfabetización femenina del 64,72%.